# Björn Jonson (fisiòleg)
Björn Jonson   (Malmö, 12 d'abril de 1940) és un professor emèrit en fisiologia clínica a la Universitat de Lund. Va desenvolupar el respirador artificial modern.
Durant la dècada de 1960, Jonson era treballador del recent establert Departament de Fisiologia Clínica de l'Hospital Universitari d'Håkan Westling en Lund. Se li va assignar responsable de la part de fisiologia pulmonar del departament, i aviat va descobrir que l'equip de l'època tenia falles importants; per això va ser enviat el 1963 als Estats Units per desenvolupar noves tècniques relacionats amb aquest tema. En col·laboració amb Sven Ingelstedt, van pensar com haurien de funcionar els dispositius que recolzessin la respiració dels pacients.
Jonson pensava que els respiradors haurien de ser controlats per flux. Se li va donar via lliure per dissenyar una màquina de respiració, i en col·laboració amb Sven-Gunnar Olsson, enginyer de Elema-Schönander AB, van crear i patentar al1967 un primer model de regulador de flux per gas, que al1971 es va convertir en el reeixit ServoVentilator 900. En col·laboració amb l'anestesiòleg Lars Nordström, el respirador es va presentar internacionalment. El respirador de Jonson no només va donar suport a la respiració del pacient d'acord amb les seves necessitats, sinó que també va proporcionar valors de mesurament que podrien usar-se per diagnosticar i controlar els problemes respiratoris del pacient, contribuint així al desenvolupament d'unitats especialitzades de vigilància intensiva, en les quals avui dia el respirador de Jonson és un component fonamental.
Jonson va defensar la seva dissertació a l'any 1970 sobre el funcionament del pulmó. Ha publicat extensament en el camp de la funció pulmonar i la fisiologia, i és coautor del llibre Clinical Physiology: with Nuclear Medicine and Clinical Neurophysiology publicat en diverses edicions.